# Марусенко, Михаил Александрович
Михаил Александрович Марусенко (род. 6 апреля 1946, Ленинград) — советский и российский лингвист, доктор филологических наук, профессор, специалист по французскому языку и литературе.

## Биография
Родился в 1946 году в Ленинграде.
Заведующий кафедрой романской филологии филологического факультета СПбГУ, директор Французского университетского колледжа, ответственный редактор выходящего с 1974 года научного журнала «Древняя и Новая Романия».

## Признание
Награждён орденом Французской Республики «Академические пальмы» (2002).